# مرحله حذفی لیگ قهرمانان اروپا ۲۰–۲۰۱۹
مرحله حذفی لیگ قهرمانان اروپا ۲۰–۲۰۱۹ در ۱۸ فوریه آغاز شد و با برگزاری فینال مسابقات در ورزشگاه استادیو دا لوز در لیسبون پرتغال به پایان رسید. ورزشگاه المپیک آتاترک در استانبول ترکیه میزبان اصلی بازی نهایی این رقابت‌ها بود. ۱۶ تیم در مرحله حذفی به رقابت می‌پردازند.
زمان بر اساس CET/CEST است که توسط یوفا ذکر شده‌است (زمان محلی در صورت تفاوت، داخل پرانتز قرار دارد).

## تاریخ بازی‌ها و قرعه کشی
برنامه به شرح زیر است (کلیه قرعه کشی‌ها در دفتر مرکزی یوفا در نیون سوئیس برگزار می‌شود).
با شروع دور برگشت بازی‌های مرحله یک‌هشتم، این مسابقات به دلیل همه‌گیری کروناویروس در اروپا به مدت نامعلومی به تعویق افتاد. بازی نهایی، که در ابتدا قرار بود در ۳۰ مه ۲۰۲۰ برگزار شود، به‌طور رسمی در ۲۳ مارس ۲۰۲۰ به زمان دیگری موکول شد. یک گروه کاری توسط یوفا برای تعیین تقویم باقی مانده فصل تشکیل شد.
| دور           | تاریخ قرعه کشی  | بازی رفت                                         | بازی برگشت                                       |
| ------------- | --------------- | ------------------------------------------------ | ------------------------------------------------ |
| یک‌هشتم نهایی  | ۱۶ دسامبر ۲۰۱۹  | ۱۸–۱۹ و ۲۵–۲۶ فوریه ۲۰۱۹                         | ۱۰–۱۱ مارس و ۷–۸ اوت ۲۰۲۰[الف]                   |
| یک‌چهارم نهایی | ۲۰ مارس ۲۰۲۰[ب] | ۱۲–۱۵ اوت ۲۰۲۰[پ]                                | ۱۲–۱۵ اوت ۲۰۲۰[پ]                                |
| نیمه نهایی    | ۲۰ مارس ۲۰۲۰[ب] | ۱۸–۱۹ اوت ۲۰۲۰[ت]                                | ۱۸–۱۹ اوت ۲۰۲۰[ت]                                |
| فینال         | ۲۰ مارس ۲۰۲۰[ب] | ۲۳ اوت ۲۰۲۰ در ورزشگاه استادیو دا لوز، لیسبون[ث] | ۲۳ اوت ۲۰۲۰ در ورزشگاه استادیو دا لوز، لیسبون[ث] |

یادداشت:
1. ^ الف. دور برگشت بازی‌های این مرحله در ۱۷ و ۱۸ برنامه‌ریزی شده بود
2. ^ ب. قرعه کشی اصلی بازی‌های یک چهارم نهایی، نیمه نهایی و فینال در تاریخ ۲۰ مارس برگزار شده بود.
3. ^ پ. دور رفت بازی‌های یک چهارم نهایی در ۷–۸ آوریل و دور برگشت در تاریخ ۱۴–۱۵ مه برنامه‌ریزی شده بود.
4. ^ ت. دور رفت بازی‌های نیمه نهایی در ۲۸–۲۹ آوریل و دور برگشت در تاریخ ۵–۶ مه برنامه‌ریزی شده بود.
5. ^ ث. بازی نهایی در ۳۰ می برنامه‌ریزی شده بود و ورزشگاه المپیک آتاترک در استانبول میزبان اصلی این بازی بود.

## تیم‌های راه‌یافته
مرحله حذفی شامل ۱۶ تیم است که به عنوان سرگروه و تیم دوم از هشت گروه مرحله گروهی به این مرحله راه یافته‌اند.
| گروه | سرگروه‌ها (سید تیم‌های اول گروه) | تیم‌های دوم صعود کننده (سید تیم‌های دوم گروه) |
| ---- | ------------------------------ | ------------------------------------------- |
| A    | پاری سن ژرمن                   | رئال مادرید                                 |
| B    | بایرن مونیخ                    | تاتنهام                                     |
| C    | منچستر سیتی                    | آتالانتا                                    |
| D    | یوونتوس                        | اتلتیکو مادرید                              |
| E    | لیورپول                        | ناپولی                                      |
| F    | بارسلونا                       | بروسیا دورتموند                             |
| G    | لایپزیش                        | لیون                                        |
| H    | والنسیا                        | چلسی                                        |

## یک‌هشتم نهایی
قرعه‌کشی مرحله یک‌هشتم نهایی در تاریخ ۱۶ دسامبر ۲۰۱۹ انجام شد.

### خلاصه
مسابقات دور رفت این مرحله در تاریخ‌های ۱۸، ۱۹، ۲۵ و ۲۶ فوریه و مسابقات دور برگشت نیز در تاریخ‌های ۱۰ و ۱۱ مارس برگزار شد و مسابقاتی که قرار بود در ۱۷ و ۱۸ مارس برگزار شود به دلیل همه‌گیری جهانی ۲۰–۲۰۱۹ کروناویروس به تعویق افتاد.
| تیم ۱           | نتیجه‌نهایی | تیم ۲                 | بازی رفت | بازی برگشت |
| --------------- | ---------- | --------------------- | -------- | ---------- |
| بروسیا دورتموند | ۲–۳        | پاری سن ژرمن          | ۲–۱      | ۰–۲        |
| رئال مادرید     | ۲–۴        | منچستر سیتی           | ۱–۲      | ۱–۲        |
| آتالانتا        | ۸–۴        | والنسیا               | ۴–۱      | ۴–۳        |
| اتلتیکو مادرید  | ۴–۲        | لیورپول               | ۱–۰      | ۳–۲(و.ا.)  |
| چلسی            | ۱–۷        | بایرن مونیخ           | ۰–۳      | ۱–۴        |
| لیون            | ۲–۲        | باشگاه فوتبال یوونتوس | ۱–۰      | ۲–۱        |
| تاتنهام         | ۰–۴        | لایپزیش               | ۱–۰      | ۳–۰        |
| ناپولی          | ۲–۴        | بارسلونا              | ۱–۱      | ۱–۳        |

### مسابقات
| بروسیا دورتموند  | ۲–۱   | پاری سن ژرمن |
| ---------------- | ----- | ------------ |
| - هالند ۶۹'، ۷۷' | گزارش | - نیمار ۷۵'  |

| پاری سن ژرمن              | ۲–۰   | بروسیا دورتموند |
| ------------------------- | ----- | --------------- |
| - نیمار ۱۸' - برنات ۱+۴۵' | گزارش |                 |

پاری سن ژرمن در مجموع ۳–۲ پیروز شد.
| رئال مادرید | ۱–۲   | منچستر سیتی                                |
| ----------- | ----- | ------------------------------------------ |
| - ایسکو ۶۰' | گزارش | - گابریل ژسوس ۷۸' - دی بروینه ۸۳' (پنالتی) |

| منچستر سیتی                     | ۲–۱   | رئال مادرید |
| ------------------------------- | ----- | ----------- |
| - استرلینگ ۹' - گابریل خسوس ۶۸' | گزارش | - بنزما ۲۸' |

منچستر سیتی در مجموع ۴–۲ به پیروزی رسید.
| آتالانتا                                     | ۴–۱   | والنسیا     |
| -------------------------------------------- | ----- | ----------- |
| - هاتبوئر ۱۶'، ۶۲' - ایلیچیچ ۴۲' - فرولر ۵۷' | گزارش | - چریشف ۶۶' |

| والنسیا                    | ۳–۴   | آتالانتا                                      |
| -------------------------- | ----- | --------------------------------------------- |
| - گمرو ۲۱'، ۵۱' - تورس ۶۷' | گزارش | - ایلیچیچ ۳' (پنالتی)، ۴۳' (پنالتی)، ۷۱'، ۸۲' |

آتالانتا در مجموع ۸–۴ پیروز شد.
| اتلتیکو مادرید | ۱–۰   | لیورپول |
| -------------- | ----- | ------- |
| - سائول ۴'     | گزارش |         |

| لیورپول                       | ۲–۳ (و.ا.) | اتلتیکو مادرید                       |
| ----------------------------- | ---------- | ------------------------------------ |
| - واینالدوم ۴۳' - فیرمینو ۹۴' | گزارش      | - یورنته ۹۷'، ۱+۱۰۵' - موراتا ۱+۱۲۰' |

اتلتیکو مادرید در مجموع ۴–۲ پیروز شد.
| چلسی | ۰–۳   | بایرن مونیخ                        |
| ---- | ----- | ---------------------------------- |
|      | گزارش | - گنابری ۵۱'، ۵۴' - لواندوفسکی ۷۶' |

| بایرن مونیخ                                              | ۴–۱   | چلسی          |
| -------------------------------------------------------- | ----- | ------------- |
| - لواندوفسکی ۱۰' (پنالتی)، ۸۴' - پریشیچ ۲۴' - تولیسو ۷۶' | گزارش | - آبراهام ۴۴' |

بایرن مونیخ در مجموع ۷–۱ به پیروزی رسید.
| لیون        | ۱–۰   | یوونتوس |
| ----------- | ----- | ------- |
| - توزار ۳۱' | گزارش |         |

| یوونتوس                     | ۲–۱   | لیون                |
| --------------------------- | ----- | ------------------- |
| - رونالدو ۴۳' (پنالتی)، ۶۰' | گزارش | - دپای ۱۲' (پنالتی) |

بازی در مجموع ۲–۲ شد. لیون با توجه به گل زده در خانه حریف به مرحله بعد صعود کرد.
| تاتنهام هاتسپر | ۰–۱   | لایپزیگ             |
| -------------- | ----- | ------------------- |
|                | گزارش | - ورنر ۵۸' (پنالتی) |

| لایپزیگ                         | ۳–۰   | تاتنهام هاتسپر |
| ------------------------------- | ----- | -------------- |
| - زابیتسر ۱۰'، ۲۱' - فوشبری ۸۷' | گزارش |                |

لایپزیگ در مجموع ۴–۰ پیروز شد.
| ناپولی      | ۱–۱   | بارسلونا     |
| ----------- | ----- | ------------ |
| - مرتنز ۳۰' | گزارش | - گریزمن ۵۷' |

| بارسلونا                                     | ۳–۱   | ناپولی                    |
| -------------------------------------------- | ----- | ------------------------- |
| - لنگله ۱۰' - مسی ۲۳' - سوارز ۱+۴۵' (پنالتی) | گزارش | - اینسینیه ۵+۴۵' (پنالتی) |

بارسلونا در مجموع ۴–۲ برنده شد.

## یک‌چهارم نهایی
قرعه کشی مرحله یک چهارم نهایی در تاریخ ۱۰ اوت ۲۰۲۰ برگزار شد.
طبق برنامه مقرر شده بود که بازی‌های دور رفت در در روزهای ۷ و ۸ آوریل و دور برگشت در ۱۴ و ۱۵ آوریل ۲۰۲۰ برگزار شوند. با شیوع ویروس کرونا و تأخیر در رقابت‌های لیگ قهرمانان اروپا، این مرحله از بازی‌ها در بازه زمانی ۱۲ تا ۱۵ اوت و در ورزشگاه‌های خالی از تماشاگر در کشور پرتغال برگزار شد.
تیم‌های راه یافته
- پاری سن ژرمن
- لایپزیش
- آتالانتا
- اتلتیکو مادرید
- لیون
- بایرن مونیخ
- منچستر سیتی
- بارسلونا

### خلاصه
بازی‌های این مرحله در بازه ۱۲ تا ۱۵ اوت ۲۰۲۰ برگزار شد.
| تیم ۱       | نتیجه | تیم ۲          |
| ----------- | ----- | -------------- |
| منچستر سیتی | ۱–۳   | لیون           |
| لایپزیش     | ۲–۱   | اتلتیکو مادرید |
| بارسلونا    | ۲–۸   | بایرن مونیخ    |
| آتالانتا    | ۱–۲   | پاری سن ژرمن   |

### مسابقات
| منچستر سیتی     | ۱–۳   | لیون                         |
| --------------- | ----- | ---------------------------- |
| - دی بروینه ۶۹' | گزارش | - کورنه ۲۴' - دمبله ۷۹'، ۸۷' |

| آر.بی. لایپزیش          | ۲–۱   | اتلتیکو مادرید       |
| ----------------------- | ----- | -------------------- |
| - اولمو ۵۱' - آدامز ۸۸' | گزارش | - فلیکس ۷۱' (پنالتی) |

| بارسلونا                      | ۲–۸   | بایرن مونیخ                                                                              |
| ----------------------------- | ----- | ---------------------------------------------------------------------------------------- |
| - آلابا ۷' (گ.خ.) - سوارز ۵۷' | گزارش | - مولر ۴'، ۳۱' - پریشیچ ۲۲' - گنابری ۲۷' - کیمیش ۶۳' - لواندوفسکی ۸۲' - کوتینیو ۸۵'، ۸۹' |

| آتالانتا      | ۱–۲   | پاری سن ژرمن                        |
| ------------- | ----- | ----------------------------------- |
| - پاشالیچ ۲۷' | گزارش | - مارکینیوس ۹۰' - چوپو-موتینگ ۹۰+۳' |

## نیمه نهایی
قرعه کشی مرحله نیمه نهایی در تاریخ ۱۰ ژوئیه ۲۰۲۰ انجام شد (پس از قرعه کشی مرحله یک‌چهارم نهایی).
طبق برنامه اولیه، بازی‌های دور رفت در تاریخ ۲۸ و ۲۹ آوریل و دور برگشت در ۵ و ۶ مه ۲۰۲۰ برگزار می‌شد که با وقفه در رقابت‌های این فصل از لیگ قهرمانان در پی شیوع ویروس کرونا زمان بازی‌ها تغییر پیدا کرد. برای اولین بار در تاریخ مسابقات، دو تیم فرانسوی موفق به صعود به نیمه نهایی شدند. از فصل ۲۰۰۷–۲۰۰۶، اولین بار بود که هیچ تیمی از اسپانیا موفق به صعود به نیمه نهایی مسابقات نشد. همچنین هیچ تیم انگلیسی یا اسپانیایی موفق به صعود به نیمه نهایی مسابقات نشدند که از فصل ۱۹۹۶–۱۹۹۵ بی‌سابقه بود و از جام اروپا ۱۹۹۱–۱۹۹۰ برای اولین بار است که هیچ تیم انگلیسی، ایتالیایی یا اسپانیایی به این مرحله نرسیده‌است.
تیم‌های راه یافته
- پاری سن ژرمن
- لایپزیش
- بایرن مونیخ
- لیون

### خلاصه
بازی‌های این مرحله در روز ۱۸ و ۱۹ اوت ۲۰۲۰ برگزار شد.
| تیم ۱          | نتیجه | تیم ۲        |
| -------------- | ----- | ------------ |
| لیون           | ۰–۳   | بایرن مونیخ  |
| آر.بی. لایپزیش | ۰–۳   | پاری سن ژرمن |

### مسابقات
| لیون | ۰–۳   | بایرن مونیخ                        |
| ---- | ----- | ---------------------------------- |
|      | گزارش | - گنابری ۱۸'، ۳۳' - لواندوفسکی ۸۸' |

| لایپزیش | ۰–۳   | پاری سن ژرمن                               |
| ------- | ----- | ------------------------------------------ |
|         | گزارش | - مارکینیوس ۱۳' - دی ماریا ۴۲' - برنات ۵۶' |

## فینال
بازی فینال قرار بود در تاریخ ۲۷ ژوئن ۲۰۲۰ در ورزشگاه المپیک آتاترک در استانبول برگزار شود. با توجه به شیوع ویروس کرونا در ۱۷ ژوئن ۲۰۲۰، کمیته اجرایی یوفا تصمیم گرفت تا فینال را به لیسبون منتقل کند و ورزشگاه خانگی بنفیکا، استادیو دا لوز در لیسبون را به‌طور رسمی به عنوان محل برگزاری بازی نهایی انتخاب کرد تا این ورزشگاه برای دومین بار میزبان فینال لیگ قهرمانان اروپا شود. اولین بار و در سال ۲۰۱۴، زمانی که رئال مادرید با غلبه بر اتلتیکو مادرید با نتیجه ۴–۱، دهمین عنوان خود را به دست آورد این ورزشگاه میزبان بازی نهایی بود. این مسابقه اولین فینال از مسابقات جام اروپا / لیگ قهرمانان اروپا بود که یکشنبه برگزار و نیز اولین فینال لیگ قهرمانان بود که پس از ماه ژوئن برگزار می‌شد. تیم «میزبان» با قرعه کشی اضافی پس از قرعه کشی مرحله یک چهارم نهایی و نیمه نهایی مشخص شد.
| پاری سن ژرمن | ۰–۱   | بایرن مونیخ |
| ------------ | ----- | ----------- |
|              | گزارش | - کومان ۵۹' |

## یادداشت
1. ↑  مسابقه پاری سن ژرمن و بوروسیا دورتموند در پاریس به دلیل همه‌گیری جهانی کروناویروس در فرانسه در پشت درهای بسته برگزار شد.[۶]
2. ↑  طبق جدول اصلی مسابقات، بازی منچستر سیتی و رئال مادرید، ساعت ۲۱:۰۰ به تاریخ ۱۷ مارس ۲۰۲۰ (۲۰:۰۰ GMT) در شهر منچستر برگزار می‌شد، که با توجه به قرنطینه بازیکنان مادرید در پی شیوع ویروس کرونا در اسپانیا لغو شد.[۸]
3. 1 2 3 4 5 6 7 8 9 10 11  در پی شیوع ویروس کرونا، سایر رقابت‌های باقی مانده از لیگ قهرمانان، در ماه آگوست و در ورزشگاه‌های خالی از تماشاگر برگزار شد.[۳۷]
4. ↑  آتالانتا به جای ورزشگاه خانگی معمولی خود ورزشگاه آتلتی آتزوری دایتالیا، برگامو، که در حال بازسازی است، بازی‌های خانگی خود را در سن سیرو، میلان انجام می‌دهد.[۱۰][۱۱]
5. ↑  مسابقه بین والنسیا و آتالانتا در والنسیا به دلیل همه‌گیری جهانی کروناویروس در اسپانیا در پشت درهای بسته انجام شد.[۱۴]
6. 1 2  دو بازی آخر از مرحله یک‌هشتم (بایرن مونیخ v چلسی و بارسلونا v ناپولی)، طبق جدول زمانی اصلی لیگ قهرمانان، به تاریخ ۱۸ مارس ۲۰۲۰، در ساعت ۲۱:۰۰ CET برنامه‌ریزی شده بود، که با تعلیق رقابت‌ها از سوی یوفا به علت شیوع ویروس کرونا در اروپا، لغو شد.[۱۸]
7. ↑  در ابتدا بازی یوونتوس و لیون قرار بود در ۱۷ مارچ ۲۰۲۰، در ساعت ۲۱:۰۰ CET در تورین برگزار شود، که به علت قرنطینه بازیکنان یوونتوس در پی شیوع کرونا در ایتالیا به تعلیق درآمد.[۸]